# Occidenchthonius verai
Espèce
Synonymes
- Chthonius verai Zaragoza, 1985

Occidenchthonius verai est une espèce de pseudoscorpions de la famille des Chthoniidae.

## Distribution
Cette espèce est endémique du Pays valencien en Espagne,. Elle se rencontre dans la grotte Cova del Tío Melxor à Castalla.

## Description
La femelle holotype mesure 1,503 mm et le mâle paratype 1,409 mm, les femelles mesurent de 1,503 à  2,094 mm.

## Étymologie
Cette espèce est nommée en l'honneur de José Manuel Vera Catral.

## Publication originale
- Zaragoza, 1985 : Chthonius (Ephippiochthonius) verai nueva especie cavernicola del sureste Espanol (Arachnida, Pseudoscorpiones, Chthoniidae). Mediterranea, no 8, p. 5-15 (texte intégral).